# Пајнхил (Њу Мексико)
Пајнхил (енгл. Pinehill) насељено је место без административног статуса у америчкој савезној држави Њу Мексико.

## Демографија
По попису из 2010. године број становника је 88, што је 28 (-24,1%) становника мање него 2000. године.
| Група             | 2000.    | 2010.    |
| Белци             | 0 (0,0%) | 0 (0,0%) |
| Афроамериканци    | 0 (0,0%) | 0 (0,0%) |
| Азијати           | 0 (0,0%) | 0 (0,0%) |
| Хиспаноамериканци | 0 (0,0%) | 7 (8,0%) |
| Укупно            | 116      | 88       |